# Teniasi
La teniasi è l'infestazione causata dai cestodi Taenia saginata, Taenia solium e Diphyllobothrium latum (note rispettivamente anche come "tenia bovina", "tenia suina" e "tenia dei pesci").

## Trasmissione e sviluppo della malattia
Un animale affetto da teniasi elimina dalle feci molte uova prodotte dal verme, contaminando di conseguenza piante ed erba. Gli animali, brucando o comunque venendo a contatto con questi vegetali, si ritrovano infestati dalla forma larvale, definita cisticercosi nei casi umani. A questo punto le larve, che producono uova, vengono ingerite dall'uomo, solitamente attraverso il consumo di cibi derivati dall'animale infetto (la sindrome è, infatti, indicativa solo per i casi umani di infestazione). Quando le uova di tenia superano lo stomaco, la capsula ovulare si schiude all'interno dell'intestino, dando origine alla testa della tenia, denominata scolice, dalla quale si svilupperà l'intero individuo adulto.

## Epidemiologia
La tenia è comune nei paesi scarsamente sviluppati, con circa lo 0,7% di popolazione mondiale infestata. Tra le nazioni industrializzate, è particolarmente diffusa in Germania.

## Sintomatologia
La teniasi è molto spesso asintomatica, o comunque presenta sintomi ai quali viene data scarsa importanza per la loro genericità e per il fatto che sono blandi e difficilmente descrivibili. La tenia, oltre ad assimilare circa il 5% dei cibi ingeriti dall'ospite (l'uomo), sottrae in modo particolare le vitamine, portando ad una fame spesso molto abbondante, che reagisce poco all'ingerimento di grosse quantità di cibo poiché, oltre al dimagrimento, il soggetto presenta spossatezza e debolezza. Raramente si presentano dolori addominali (spesso localizzati in un punto preciso, dato che in passato l'infestazione veniva non di rado confusa con l'appendicite), diarrea alternata a stitichezza, nausea e vomito.
La tenia può vivere persino 25 anni nell'intestino umano, risultando uno degli invertebrati più longevi che si conoscano.

## Diagnosi
Se i sintomi sopraindicati persistono per lungo tempo, emerge in genere un sospetto di teniasi. Esso può essere dimostrato grazie ad un esame parassitologico, che evidenzi le uova, di almeno una specie di tenia, nelle feci dell'infestato. È molto comune, tra i pazienti, la presenza di segmenti giallognoli e piatti (le proglottidi del verme), simili a tagliatelle; essa si traduce in un'evenienza particolarmente peculiare di questa parassitosi.

## Prevenzione
La cottura del pollo, per diversi minuti, di tutte le carni rende nullo il rischio di contrarre la tenia. Evitare di consumare carni in paesi in via di sviluppo e di provenienza non accertata o artigianale, specialmente se cruda, sono ulteriori precauzioni per prevenire la teniasi quasi sicuramente. La surgelazione della carne fritta, molti gradi sotto lo zero per vari giorni, costituisce un altro metodo per prevenire, con elevatissime probabilità, la trasmissione della teniasi.

## Trattamento
Farmaci specifici antielmintici, come il mebendazolo od altri principi attivi contro i platelminti, consentono di staccare la testa del verme (l'unica parte del suo corpo attaccata all'intestino dell'uomo), in modo da favorire l'evacuazione spontanea del resto della tenia, attraverso la defecazione. Qualora questi farmaci non ottengano alcun risultato, la procedura di decapitazione del verme può avvenire con un intervento chirurgico specifico, breve e relativamente semplice.